# Seznam asturských králů

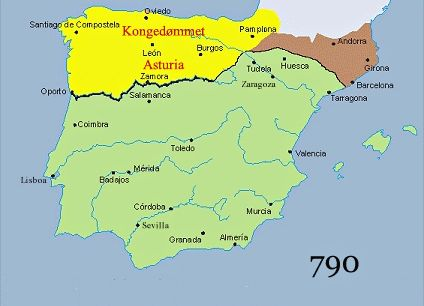
Mapa království v roce 790

Seznam asturských králů zahrnuje první křesťanské vládce na Pyrenejském poloostrově. Po zániku Vizigótské říše, která byla v letech 711 až 713 dobyta Araby a Berbery, se stalo hornaté území dnešní Asturie základnou Reconquisty. Vizigótský šlechtic Pelayo se snažil o vyhnání maurů, roku 722 pak odrazil jejich útok v bitvě u Covadongy, a stal se prvním králem Asturského království.
Roku 910 rozdělil král Alfons III. Veliký království mezi své syny – Garcíu I., Ordoña I. a Fruelu II. Fruela II. se stal králem asturským, García I. leónským a Ordoño I. galicijským.
Asturské království existovalo až do poloviny desátého století, kdy se spojilo s Královstvím leónským.
| Jméno                 | Narození – úmrtí | Období vlády od – do | Rodiče                                 | Poznámky                            |
| --------------------- | ---------------- | -------------------- | -------------------------------------- | ----------------------------------- |
| Pelayo                | † 737            | 718–737              | Fafila, kantábrijský vévoda            | vizigótský šlechtic                 |
| Favila                | † 739            | 737–739              | Pelayo                                 | případně Favilac nebo také Fafila   |
| Alfons I. Katolický   | † 757            | 739–757              | Petr Kantábrijský                      |                                     |
| Fruela I. Ukrutný     | 722–768          | 757–768              | Alfons I. Katolický Ermesinda Asturská |                                     |
| Aurelius Asturský     | asi 740–774      | 768–774              | Fruela Kantabrijský                    |                                     |
| Silo                  | † 783            | 774–783              |                                        | manžel dcery Alfonse I., Adonisindy |
| Mauregato Uzurpátor   | † 788            | 783–788              | Alfons I. Katolický maurská otrokyně   |                                     |
| Bermudo I. Diákon     |                  | 788–791              | Fruela Kantabrijský                    | Vermudo nebo také Veremund          |
| Alfons II. Zdrženlivý | asi 760–842      | 783, 791–842         | Fruela I. Ukrutný Munia Baskitská      |                                     |
| Ramiro I.             | 791–850          | 842–850              | Bermudo I. Diákon Numila               | také kastilský hrabě                |
| Ordoño I.             | 821–866          | 850–866              | Ramiro I.                              |                                     |
| Alfons III. Asturský  | 848–910          | 866–910              | Ordoño I. Munia                        | otec tří králů                      |
| Fruela II. Malomocný  | 875–925          | 910–925              | Alfons III. Asturský Jimena Garcés     | také leónský a galicijský král      |